# گرافسکویه
گرافسکویه (انگلیسی: Grafskoye) یک شهرک در شهرستان کالتاسینسکی استان باشقیرستان کشور روسیه است.